# Jorge Azevedo
Jorge Azevedo, född 10 maj 1950, är en brasiliansk bågskytt. Han deltog vid olympiska sommarspelen 1988.